# Marja Wagenaar
Marja Wagenaar (Schoorl, 14 mei 1960) is een Nederlands consultant, bestuurder, politicoloog en voormalig politicus namens de Partij van de Arbeid.

## Biografie
Wagenaar volgde, na de lagere school in Schoorl, het gymnasium-a aan het Murmellius Gymnasium in Alkmaar, waar ze in 1978 haar diploma haalde. Daarna ging ze politicologie studeren in Amsterdam, waar ze na 11 jaar in 1989 afstudeerde. In 1997 promoveerde ze in Leiden in de rechtsgeleerdheid op de Rijksvoorlichtingsdienst. Tijdens haar studie politicologie was ze al persoonlijk medewerker van een Tweede Kamerlid (1981 - 1985) en student-assistent. Ook was ze van 1985 - 1989 freelance journalist en van april 1987 tot december 1989 lid van de Provinciale Staten namens de PvdA. Wagenaar maakte deel uit van de adviescommissie kandidaatstelling (PvdA) die de lijst opstelde voor het Europese Parlement. In 2019 is was zij voorzitter van de adviescommissie kandidaatstelling (PvdA) voor de verkiezingen van de Tweede Kamer in 2021.

## Radiowerk en politiek
Vanaf 1989 maakte Wagenaar twee jaar lang radioprogramma's bij de KRO en was ze vier jaar tijd universitair docent te Leiden. In 1997 werd ze lid van de Tweede Kamer der Staten-Generaal, wat ze tot 2002 zou blijven. Als woordvoerder rampenbestrijding voerde zij namens haar fractie het woord bij de debatten over de vuurwerkramp in Enschede en de cafébrand in Volendam. Ze sprak daarnaast onder meer over mediazaken, de elektronische snelweg en de frequentieveiling. In 2002 was ze niet herkozen, maar in augustus kon ze na het vertrek van de campagneleider Dick Benschop kon ze toch benoemd worden. Ze aanvaardde dit echter niet maar werd directeur public strategy bij Nuon en begon in 2004 jaar een eigen consultancybedrijf. Daarnaast nam ze nog zitting in diverse besturen. Zo is zij voorzitter van de stichting Machiavelli, die jaarlijks de Machiavelliprijs uitreikt.

## Auteur
Wagenaar schreef verschillende boeken. In 1988 verscheen 'Herinneringen aan Joop Den Uyl'. In 1997 verscheen haar promotie 'De Rijksvoorlichtingsdienst: Geheimhouden, toedekken en openbaren' ook in boekvorm. In 2004 werd het boek 'Het einde van de buitenspelcultuur, een democratisch antwoord op het populisme' gepubliceerd. In 2015 schreef Wagenaar 'Het leiderschapsboek voor vrouwen'. Dit boek is in de zomer van 2020 in Chinese vertaling verschenen in China.
- Gemeinsame Normdatei: 172646944
- International Standard Name Identifier: 0000 0000 2744 3005
- Library of Congress Control Number: n88106292
- Nederlandse Thesaurus van Auteursnamen: 073368202
- Parlement.com: vg09llmaheyk
- Système universitaire de documentation: 112221122
- Virtual International Authority File: 63095704
- WorldCat: E39PBJrwRqrvy6ftHVrBdDgqcP